# 홍도 (통영시)

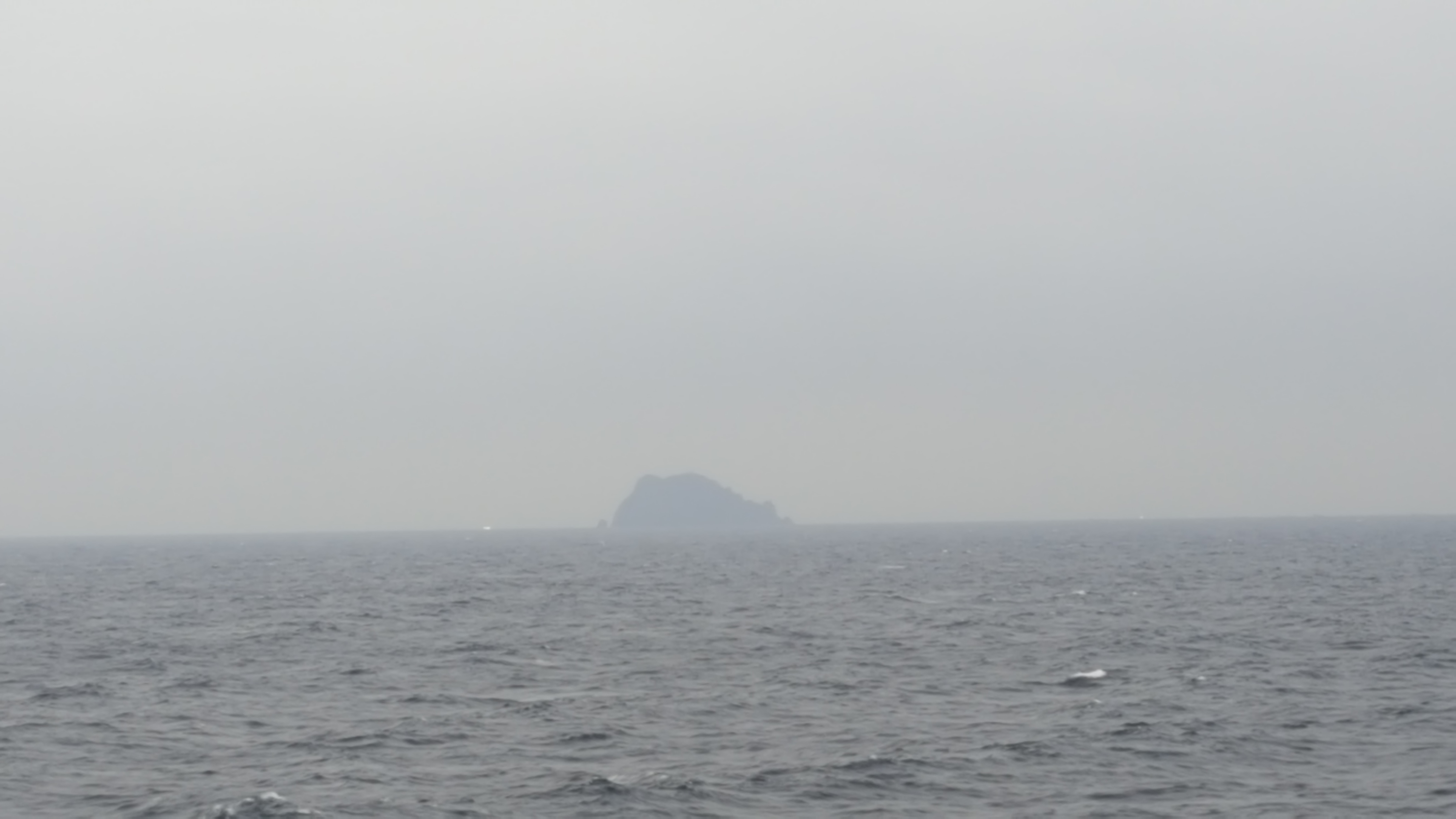

홍도(鴻島)는 경상남도 통영시 한산면 매죽리에 있는 무인도이다. 특정도서로 지정하여 관리되고 있다.

## 특정도서
홍도는 경관이 수려하고, 초본식생이 우수하며, 야고·미륵냉이 등 희귀식물이 다수 서식하고 있다. 멸종위기동물인 매가 서식하고, 괭이갈매기가 집단 번식하고 있으며, 독도 등 도서지역의 생태계보전에 관한 특별법에 따라 특정도서로 지정·관리되고 있다. 홍도 일원은 천연기념물 제335호 통영 홍도 괭이갈매기 번식지로 지정, 보호되고 있다.
- 지정번호: 제27호
- 면적: 98,380m2
- 지번: 경상남도 통영시 한산면 매죽리 산54